# Juutuanjoki
La rivière Juutuanjoki (en finnois : Juutuanjoki) est un cours d'eau de Laponie en Finlande,.

## Description
Elle est originaire du lac Paatari à Inari et s'écoule dans le lac Inari.
Ses eaux s'écoulent alors par le Paatsjoki jusqu'à la mer de Barents.